# 谷山隼大
谷山 隼大（たにやま はやた、2001年12月10日 - ）は、ジャパンラグビーリーグワン埼玉パナソニックワイルドナイツに所属するラグビー選手。

## プロフィール
- 福岡県出身[1]。
- ポジションはセンター(CTB)、ナンバーエイト(No8)。
- 身長 184 cm、体重 95 kg
- 姉の美典、妹の三菜子・雅もラグビー選手。
- U17日本代表に選ばれたことがある。

## 来歴
小学1年生からラグビーを始めた。
2020年、福岡高校卒業後、筑波大学に入る。なお福岡高校時代、高校日本代表に選ばれたことがある。
2023年、筑波大学ラグビー部の主将に就任。
2024年、アーリーエントリーで埼玉パナソニックワイルドナイツに加入。
2025年4月5日に行われたJAPAN RUGBY LEAGUE ONE第14節カンファレンスBトヨタヴェルブリッツ戦にて途中出場でリーグワン公式戦初出場を果たした。